# パブロ・ニエト
パブロ・ニエト・アギラール（Pablo Nieto Aguilar, 1980年6月4日 - ）は、スペイン・マドリード出身の元オートバイレーサー。ロードレース世界選手権で延べ13回のチャンピオンを獲得したアンヘル・ニエトの息子。兄のアンヘル・ニエトJr.（ヘレテ・ニエト）、いとこのフォンシ・ニエトと同じくロードレース世界選手権に参戦した経験を持つ。

## 経歴

### キャリア初期
1995年にはミニバイクのマドリード地方選手権で3位、カスティーリャ＝ラ・マンチャ州の選手権でチャンピオンを獲得した。1996年には125ccカジバカップ、1997年からはロードレースヨーロッパ選手権125ccクラスに参戦を開始した。

### 世界選手権125ccクラス
1998年にはロードレース世界選手権第12戦カタルニアで、兄ヘレテの所属するチームから125ccクラスのレースにワイルドカード枠でGPデビューを果たした。
翌1999年からはデルビ・チームからGPフル参戦を開始し、エースライダーの宇井陽一のチームメイトとして3シーズンを戦った。このチームでは2000年に68ポイントを獲得しシリーズ13位に入ったのがベストシーズンとなった。
2002年にはホルヘ・マルチネス率いるアスパー・チームに移籍。アプリリアのワークスマシンを駆って初表彰台・初ポールポジションを獲得し、シリーズ6位に入る活躍を見せた。2003年には第11戦エストリルで初優勝、他にも2度表彰台に立つ活躍を見せ、ポイントは前年より多く獲得したものの、シリーズランキングは1つ落として7位となった。アスパー・チーム最後のシーズンとなった2004年は表彰台2回の獲得でシリーズ6位となった。
2005年にはデルビに復帰したが、マシンの競争力不足でシリーズ13位に終わる。2006年からは Multimedia Racing チームに移籍し、再びアプリリアを駆ったが、今回はプライベーター仕様のマシンだったこともあり、ランキングはまたも13位に終わった。
フル参戦10年目となった2008年、パブロは125ccクラスの年齢制限の28歳に到達することもあり、この年が現役最後のシーズンとなった。父アンヘル、兄ヘレテと共に立ち上げた新チーム「オンデ2000」のライダーとしてKTMのマシンを駆ったが、シリーズ21位で最後のシーズンを終えることになった。

### 引退後
パブロは引退後、兄ヘレテと共にオンデ2000チームの運営に集中することになった。2009年よりチームは最高峰MotoGPクラスに移り、現役復帰したセテ・ジベルナウをライダーにドゥカティ・デスモセディチを走らせることになった。ところがスポンサーのグループ・フランシスコ・エルナンドが資金難に陥ったため、シーズン途中で撤退の憂き目にあってしまった。
2010年には兄と共に「G22レーシング」を立ち上げ、新たに始まったMoto2クラスにモリワキのシャシーで参戦、いとこのフォンシ・ニエトがエースライダーを務めた。
2024年現在はVR46レーシングチームのチームマネージャーを務めている。

## ロードレース世界選手権 戦績
| シーズン | クラス | バイク     | 出走 | 優勝 | 表彰台 | PP | ポイント | 順位 |
| -------- | ------ | ---------- | ---- | ---- | ------ | -- | -------- | ---- |
| 1998年   | 125cc  | アプリリア | 1    | 0    | 0      | 0  | -        | -    |
| 1999年   | 125cc  | デルビ     | 16   | 0    | 0      | 0  | 15       | 23位 |
| 2000年   | 125cc  | デルビ     | 16   | 0    | 0      | 0  | 68       | 13位 |
| 2001年   | 125cc  | デルビ     | 15   | 0    | 0      | 0  | 21       | 24位 |
| 2002年   | 125cc  | アプリリア | 16   | 0    | 3      | 1  | 145      | 6位  |
| 2003年   | 125cc  | アプリリア | 16   | 1    | 3      | 2  | 148      | 7位  |
| 2004年   | 125cc  | アプリリア | 16   | 0    | 2      | 0  | 138      | 6位  |
| 2005年   | 125cc  | デルビ     | 16   | 0    | 0      | 0  | 64       | 13位 |
| 2006年   | 125cc  | アプリリア | 13   | 0    | 0      | 0  | 66       | 13位 |
| 2007年   | 125cc  | アプリリア | 17   | 0    | 0      | 0  | 57       | 15位 |
| 2008年   | 125cc  | KTM        | 16   | 0    | 0      | 0  | 25       | 21位 |
| 合計     |        |            | 158  | 1    | 8      | 3  | 747      |      |